# 봉황로 (김제시)
봉황로는 전북특별자치도 김제시 금산면에서 김제시 삼성동을 잇는 127.6km 도로이다.

## 주요 경유지
전북특별자치도
- 김제시 (금산면 . 봉담면) - 정읍시 (감곡면) - 김제시 (신풍동 . 삼성동)

## 노선
| 이름       | 접속 노선                   | 소재지 | 소재지 | 비고                    |
| ---------- | --------------------------- | ------ | ------ | ----------------------- |
| (이름없음) | 원평로                      | 김제시 | 금산면 |                         |
| 원평사거리 | 금평로                      | 김제시 | 금산면 |                         |
| 계월교     |                             | 김제시 | 금산면 |                         |
| 원평교차로 | 국도 제1호선 (선비로)       | 김제시 | 금산면 | 지방도 제735호선과 중복 |
| (이름없음) | 지방도 제735호선 (초처로)   | 김제시 | 봉담면 | 지방도 제735호선과 중복 |
| (이름없음) | 지방도 제736호선 (감곡로)   | 정읍시 | 봉남면 |                         |
| 원평1교    |                             | 김제시 | 신풍동 |                         |
| 원평2교    |                             | 김제시 | 신풍동 |                         |
| (이름없음) | 지방도 제701호선 (호남철로) | 김제시 | 신풍동 |                         |
| 용두삼거리 | 용두로                      | 김제시 | 삼성동 |                         |
| 봉황사거리 | 지방도 제712호선 (봉남로)   | 김제시 | 삼성동 |                         |
| 난봉교차로 | 지방도 제714호선 (풍요로)   | 김제시 | 삼성동 |                         |